# Bedford Chevanne
Der Bedford Chevanne war ein kleiner Lieferwagen, den GM in Großbritannien herstellte. Er basierte auf dem Kombi des Vauxhall Chevette, der wie der Opel Kadett C auf der GM-T Plattform (1973) aufgebaut war. Im Unterschied zum Chevette hatte er aber einen ebenen Ladeboden, keine Rücksitze und keine Seitenfenster.
In Australien gab es einen ähnlichen Lieferwagen auf Basis der T-Plattform namens Holden Gemini. Für diesen Wagen wurden am Heck die gleichen Bleche verwendet.